# Park Narodowy Jaskini Mamuciej
Park Narodowy Jaskini Mamuciej (ang. Mammoth Cave National Park) – obejmuje swym obszarem najdłuższą na świecie jaskinię. Park (powierzchnia 214 km²) znajduje się w środkowej części stanu Kentucky około 160 km na południe od Louisville. Park odwiedza rocznie blisko 2 miliony turystów. W 1981 został wpisany na listę światowego dziedzictwa UNESCO.
Jaskinia Mamucia nazywana jest czasami jednym z cudów Półkuli Zachodniej. Znajduje się w paśmie wzgórz zbudowanych głównie ze skał wapiennych. Przez miliony lat zakwaszone wody miejscowych rzeczek przenikały przez porowatą skałę drążąc sobie w niej korytarze. Turyści mają do wyboru kilka tras liczących łącznie 19 km korytarzy na pięciu poziomach. Najniższy znajduje się 110 m pod powierzchnią gruntu. W jaskini znajduje się kilka jezior, rzek i wodospadów. Największą rzeką jest Echo River szeroka na 6–18 m i głęboka na 1,5–8 m, żyją w niej bezokie ryby jaskiniowe. Uzupełnieniem fauny jaskini to kilka gatunków nietoperzy, raki i wiele owadów.
Pierwszymi białymi ludźmi, którzy odkryli jaskinię, byli miejscowi osadnicy, pojawiający się na tym terenie pod koniec XVIII wieku, jednak odciski stóp, mumie, proste narzędzia i niedopałki pochodni świadczą, że jaskinię znali i zamieszkiwali Indianie ery prekolumbijskiej. Pierwszy zapis mówiący o wielkiej jaskini pochodzi z roku 1798.
W czasie wojny z Brytyjczykami w roku 1812 w jaskini wydobywano saletrę niezbędną do produkcji prochu. W początkach XIX wieku Jaskinia Mamucia była jedynym znanym w Ameryce Północnej miejscem występowania saletry. Wydobycia zaprzestano wkrótce po zakończeniu wojny, a w roku 1816 jaskinia stała się popularnym miejscem odwiedzin. Ściany i nacieki Jaskini Mamuciej są bajecznie kolorowe i przybierają fantastyczne kształty.
Na terenie parku narodowego znajdują się trzy systemy jaskiń: Mammoth Cave System, Crystal Cave System wewnątrz Flint Ridge System oraz Joppa Ridge System. W roku 1972 okazało się, że istnieje połączenie jaskiń Mamuciej i Kryształowej, co tworzy najdłuższy na świecie system korytarzy: ponad 587 km.